# Anne Edwards
Anne Edwards, nata Anne Louise Josephson (Port Chester, 20 agosto 1927 – Beverly Hills, 20 gennaio 2024), è stata una scrittrice statunitense.
Il Kirkus Reviews la soprannominò "the queen of biography".

## Biografia
Anne Louise Josephson nacque nel 1927 a Port Chester da Milton Josephson (1899-1976), venditore ambulante di vestiti, e dalla casalinga Marian Fish. Fu un'attrice bambina esibendosi con i Meglin Kiddies e nella compagnia di Gus Edwards.
Studiò scrittura all'Università della California - Los Angeles dal 1945 fino al 1946, mentre lavorava in un programma di scrittori junior per la MGM. Dal 1947 al 1948 frequentò la Southern Methodist University. Nel 1949 vendette la sua prima sceneggiatura, scritta per il film Quantez.
Visse in Gran Bretagna, Svizzera e Francia fino al suo ritorno negli Stati Uniti nel 1973.
Nel 1975 pubblicò la sua prima biografia con un libro su Judy Garland, seguita nel 1977 dalla biografia di Vivien Leigh, che per diciannove settimane restò nella classifica dei best-seller del New York Times. Poco dopo fu incaricata dalla Zanuck/Brown Company di scrivere una storia da cui poter trarre un sequel per il film Via col vento; la storia non fu mai pubblicata per via di un conflitto con gli eredi di Margaret Mitchell.
Durante la sua carriera scrisse sedici biografie, otto romanzi, tre libri per bambini, due libri di memorie e un'autobiografia.
Morì a 96 anni a causa di un cancro ai polmoni in una residenza per anziani di Beverly Hills.

## Vita privata
Con il suo primo marito, Harvey E. Wishner, sposato nel 1947, ebbe i figli Catherine e Michael.
In seconde nozze sposò il produttore Leon Becker; come il primo, anche questo matrimonio terminò con il divorzio. In terze nozze sposò nel 1980 lo scrittore e cantautore Stephen Citron (1924-2013).

## Opere

### Biografie
- 1975 – Judy Garland: A Biography, Simon & Schuster;
- 1977 – Vivien Leigh: A Biography, Simon & Schuster;
- 1981 – Sonya: The Life of Countess Tolstoy, Simon & Schuster;
- 1983 – Road to Tara: Life of Margaret Mitchell, Hodder & Stoughton;
- 1984 – Matriarch: Queen Mary and the House of Windsor, William Morrow and Company;
- 1985 – Remarkable Woman: A Biography of Katharine Hepburn, Morrow;
- 1988 – The DeMilles: An American Family, Harry N. Abrams;
- 1988 – Shirley Temple: American Princess, Morrow;
- 1990 – Early Reagan: The Rise to Power, Morrow;
- 1990 – Royal Sisters: Queen Elizabeth II and Princess Margaret, Morrow;
- 1992 – The Grimaldis of Monaco: Centuries of Scandal/Years of Grace, Morrow;
- 1995 – Throne of Gold: The Lives of the Aga Khans, Morrow;
- 1997 – Streisand: A Biography, Little, Brown;
- 1997 – Diana: The Life She Led, St. Martin's Press;
- 2001 – Maria Callas: An Intimate Biography, St. Martin's Press;
- 2003 – The Reagans: Portrait of a Marriage, St. Martin's Press.

### Romanzi
- 1968 – The Survivors, Holt Rinehart Winston;
- 1970 – Miklos Alexandrovitch Is Missing, Coward-McCann;
- 1971 – Shadow Of A Lion, Coward, McCann & Geoghegan;
- 1974 – Haunted Summer, Bantam Books;
- 1974 – The Hesitant Heart, Random House;
- 1975 – Child of Night, Random House;
- 1991 – Wallis: The Novel, Morrow;
- 1996 – La Divina, Mandarin Publishing.

### Autobiografie
- 1976 – The Inn and Us, con Stephen Citron, Random House;
- 2011 – Scarlett and Me, The Marietta Gone with the Wind Museum;
- 2012 – Leaving Home, Scarecrow Press.

### Libri per bambini
- 1977 – P.T. Barnum, Putnam;
- 1977 – The Great Houdini, Putnam;
- 1987 – A Child's Bible, con Shirley Steen, Topeka Bindery.